# 富原駅 (兵庫県)
富原駅（とみはらえき）は、兵庫県赤穂市字周世にあった赤穂鉄道の駅（廃駅）である。赤穂鉄道線の廃止に伴い、1951年（昭和26年）12月12日をもって廃駅となった。

## 歴史
- 1925年（大正14年）10月1日：開業。
- 1951年（昭和26年）12月12日：路線廃止のため廃駅となる。

## 駅構造
単式ホーム1面1線と待合室を有した地上駅であり、無人駅として営業していた。なお、当駅への停車は（当駅で）乗降する客が居る時に限定していた。

## 駅周辺
山沿いにあった駅で、近隣には集落・児童公園・田畑がある。駅から少し離れた南側に千種川を渡る橋として富原橋が架けられている。なお、有年の中心地（赤穂市立有年中学校など）は駅北側にあるが、こちら側には橋が架かっていない。
- 富原児童遊園

近隣にある児童公園。
- 兵庫県道・岡山県道90号赤穂佐伯線

対岸を通る県道。
- 兵庫県道525号周世有年原線

線路跡を通る県道。
- 神姫バス・赤穂市内循環バスゆらのすけ「富原橋」停留所[2]

兵庫・岡山県道90号線沿い。
- 千種川

対岸を通る兵庫・岡山県道90号線との間を結ぶ橋として、富原橋が架けられている。

## 現状
線路跡は兵庫県道525号線として整備され、駅跡地には「赤穂鉄道 富原停車場跡」と記した標柱が立つ。

## 隣の駅
赤穂鉄道
赤穂鉄道線
有年駅 - 富原駅 - 真殿駅